# Puelia olyriformis
Puelia olyriformis, trajnica iz porodice trava, potporodica Puelioideae. Hemikriptofit ili rizomski geofit koji raste od zapadne tropskr Afrike do Tanzanije.

## Sinonimi
- Atractocarpa congolensis T.Durand & Schinz
- Atractocarpa olyriformis Franch.